# Toldal, Mureș
Toldal este un sat în comuna Voivodeni din județul Mureș, Transilvania, România.